# Maestro del Farneto
Maestro del Farneto (XIII secolo – XIV secolo) è stato un pittore italiano.

## Biografia

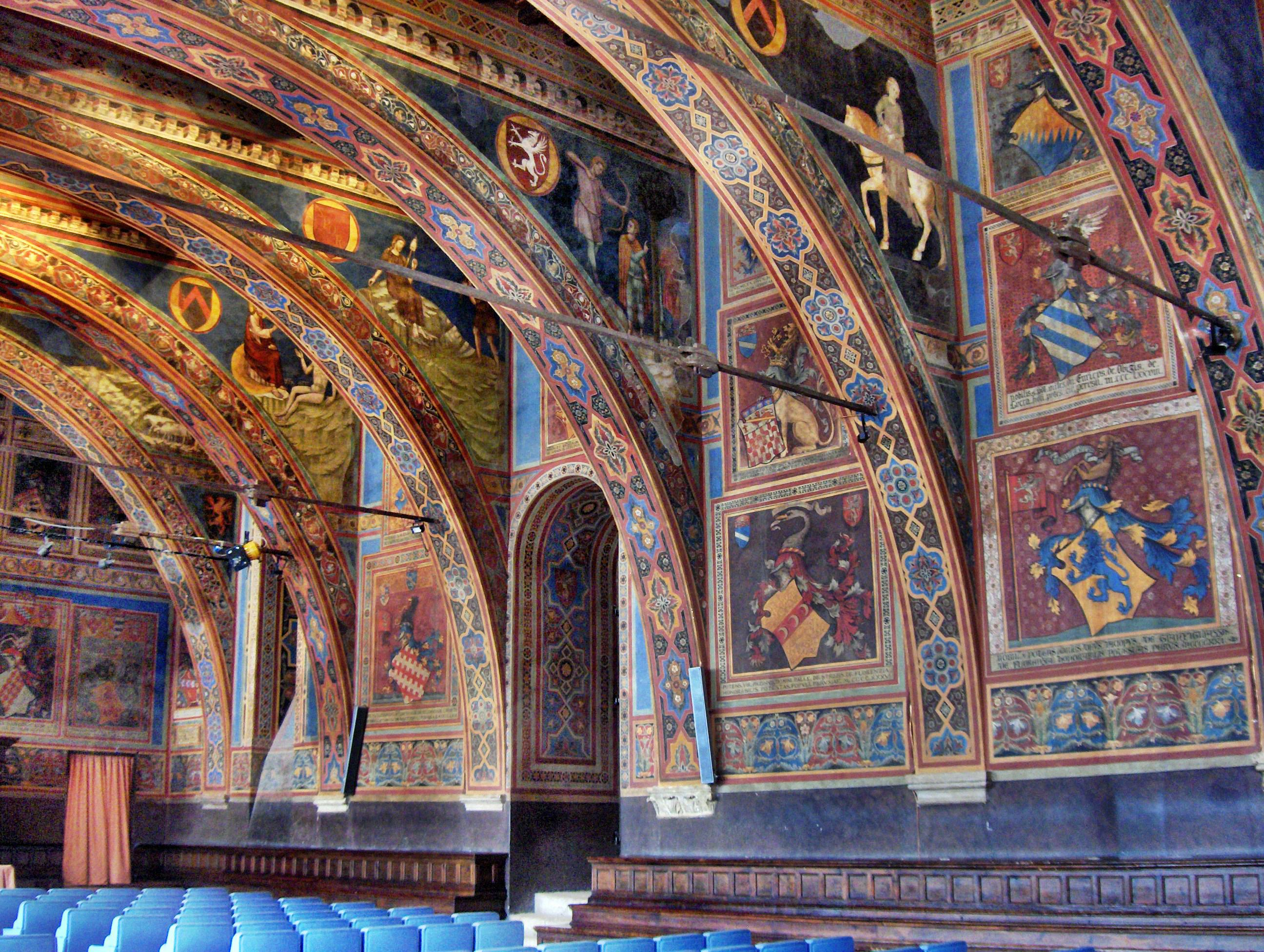
La Sala dei Notari

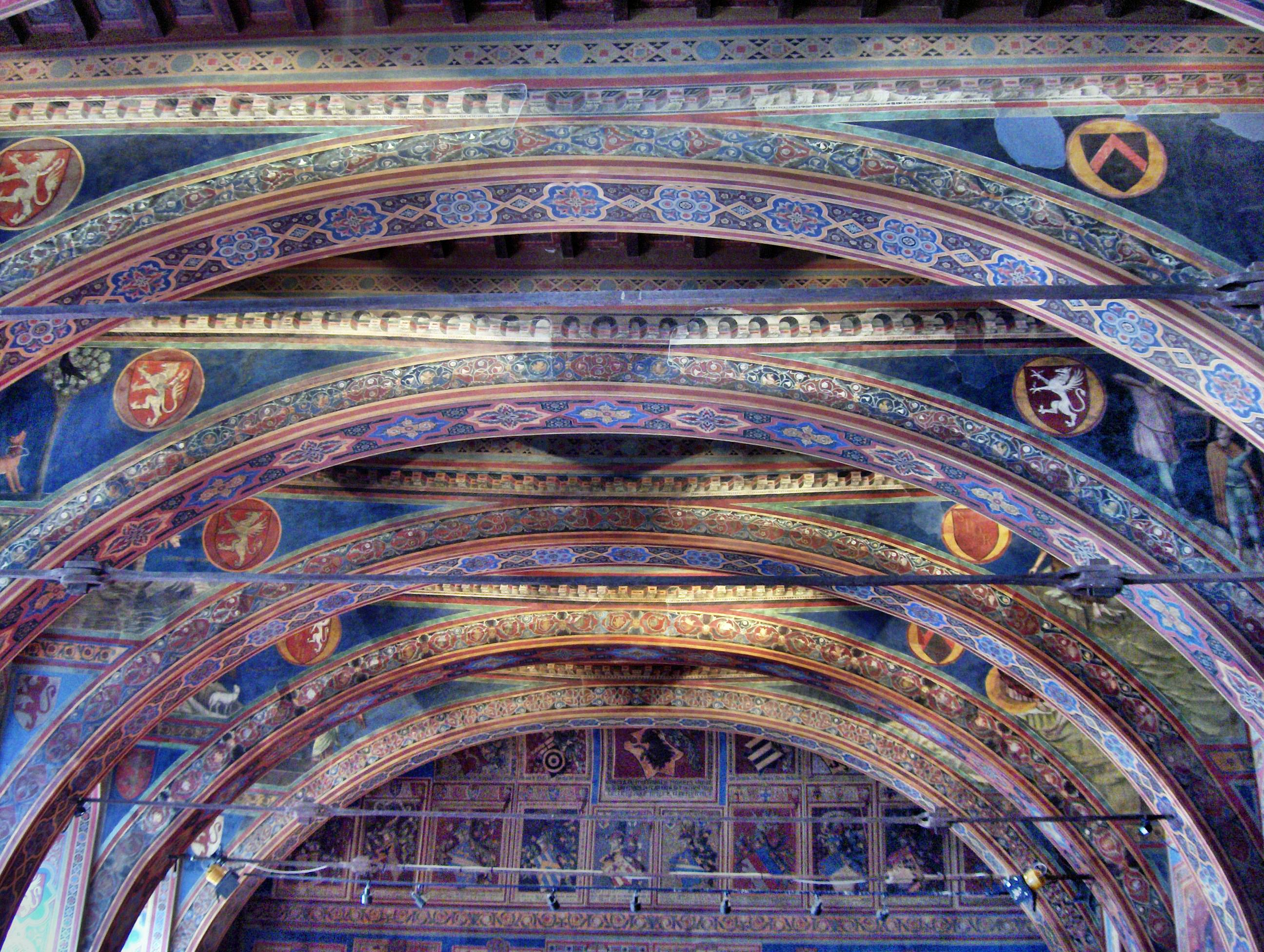
Particolare della Sala dei Notari

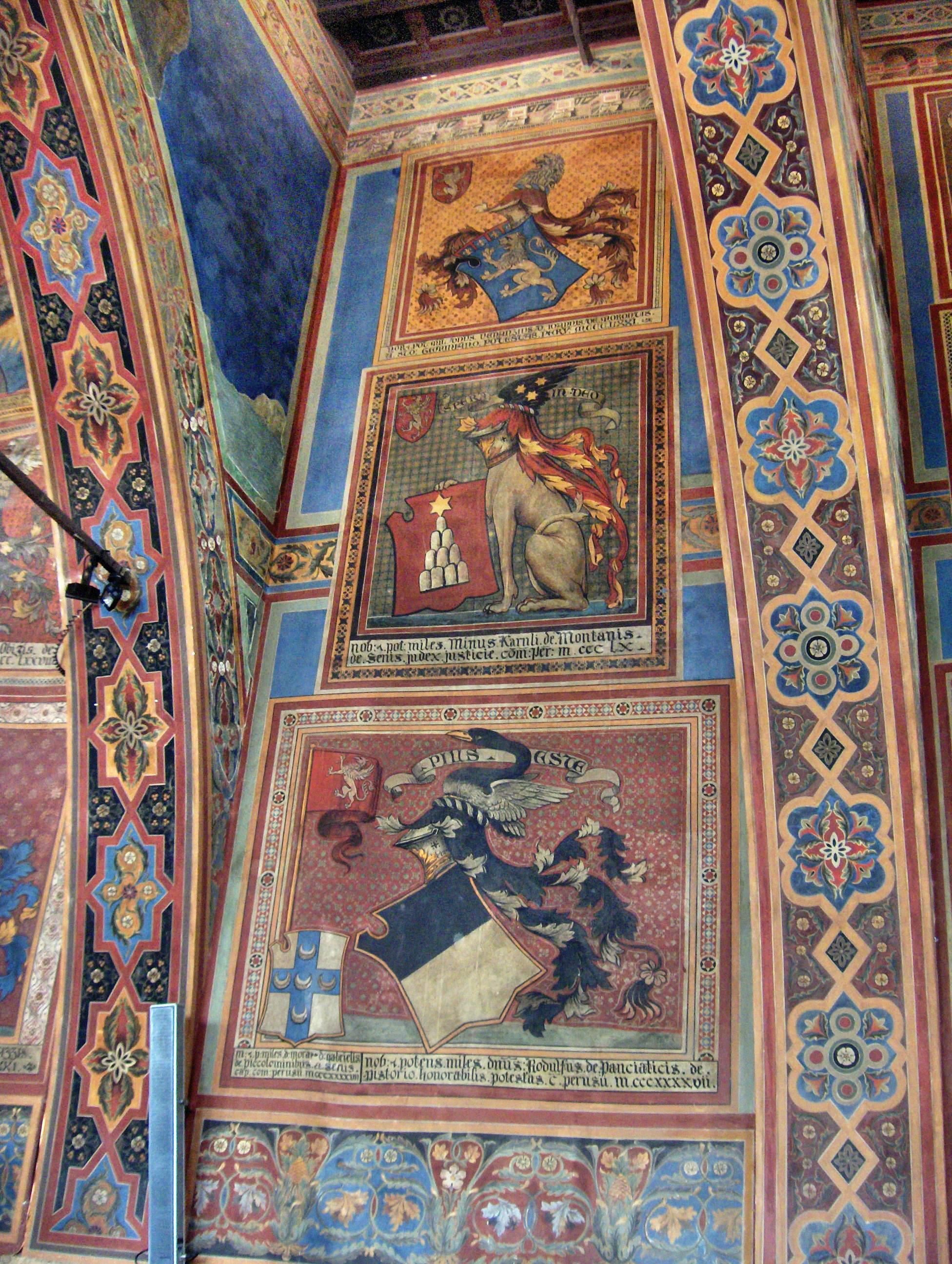
Affreschi della Sala dei Notari

Il nome Maestro del Farneto deriva dal dossale n. 27 della Galleria di Perugia, proveniente dalla vicina sagrestia del convento dei Minori del Farneto, intitolato anche Madonna con Bambino e storie della passione di Cristo.
Lo storico dell'arte Raimond van Marle, nel 1923, attribuì questo dossale al Maestro del Farneto, vicino al Maestro del San Francesco Bardi, oggi identificato con Coppo di Marcovaldo, considerandolo affine per colore, disegno e sentimento drammatico.
Il Maestro del Farneto, menzionato dallo storico dell'arte Pietro Toesca, fu chiarito e valorizzato dallo storico dell'arte Roberto Longhi, che lo inserì nell'ambito della pittura umbra pregiottesca, attribuendogli una posizione importante nell'arte di Assisi dell'ultimo decennio del XIII secolo.
Iconograficamente, il dossale n. 27 è ispirato all'altare smembrato del Maestro del San Francesco, con alcune differenze dovute a scene derivate da quelle dipinte da Cimabue.
L'opera si caratterizza per la forte impostazione plastica della Madonna col Bambino, quasi tridimensionale, che mette in risalto il gruppo centrale, con un brillante primo piano e una illusione di rilievo, dato che i piedi del Bambino poggiano sulla cornice e il velario è disposto ad andamento concavo.
Alcuni elementi, quali la plasticità, derivati dal primo Giotto di Assisi, anche se escludono la conoscenza del ciclo giottesco con Le storie di San Francesco (1295-1300), evidenziano comunque la conoscenza del tondo con la Madonna dipinta sulla facciata interna di San Francesco, con elementi accostabili come il gesto del Bambino che infila la manina nello scollo della Vergine, e portano a datare il dossale ai primi del XIV secolo.
Recentemente, la specialista di miniatura toscana dal Duecento al Quattrocento, Ada Labriola, approfondendo le vicende critiche dell'opera, propone di datarla entro il 1290, in un momento in cui erano ancora molto forti i legami con il Maestro di San Francesco attivo fino a pochi anni prima.
Per quanto riguarda le altre opere, lo storico dell'arte Giovanni Previtali attribuisce al Maestro del Farneto una Madonna nella chiesa di San Damiano ad Assisi (1296-1306).
Longhi attribuisce al Maestro del Farneto anche una tavoletta con San Francesco d'Assisi tra santi francescani, già a New York in Collezione Miss Bell da Costa Greene, dallo storico dell'arte Edward B. Garrison avvicinata al Maestro del San Francesco.
Le altre attribuzioni effettuate dallo storico dell'arte Miklós Boskovits sono gli affreschi del convento del Monte Frumentario ad Assisi, anteriori al 1300, parte degli affreschi della Sala dei Notari nel Palazzo dei Priori di Perugia, databili tra il 1296 e il 1297, e il Crocifisso nella chiesa di Sant'Andrea a Spello, contraddistinte da influenze del Maestro del San Francesco, da elementi cimabueschi, ma soprattutto da caratteri romani, confermati dalla presenza ad Assisi tra il 1288 e il 1296 di Jacopo Torriti e dei suoi allievi.